# Pentland Hills
Die Pentland Hills, auch kurz Pentlands, sind eine Hügelkette in Schottland. Sie erstreckt sich über eine Länge von 25 km von den südlichen Ausläufern Edinburghs im Nordosten bis zu den Weilern Newbigging und Dunsyre im Südwesten. Administrativ erstrecken sich die Pentland Hills damit über fünf Council Areas: Edinburgh, West Lothian, South Lanarkshire, Midlothian und Scottish Borders, wobei das größte Gebiet auf Midlothian entfällt.

## Beschreibung
Die Hügelkette besteht großteils aus Sandstein, dessen Alter auf rund 400 Mio. Jahre geschätzt wird. Hinzu kommen vulkanische Gesteine aus dem Zeitalter des Devon. Die Pentland Hills sind durch zahlreiche weite Täler und tiefe Scharten geprägt, sodass kein durchgängiger Grat vorhanden ist. Zu den bedeutendsten Einschnitten zählen das Tal des Logan Burns im Nordosten sowie der Pass Cauldstane Slap im Zentrum der Pentland Hills. Im Süden verbinden mehrere einzelne Hügel die Kette mit den Southern Uplands.

## Gipfel in den Pentlands
| Name              | Höhe  | Council Area                              | Bild              |
| ----------------- | ----- | ----------------------------------------- | ----------------- |
| Scald Law         | 579 m | Midlothian                                | Scald Law         |
| Carnethy Hill     | 573 m | Midlothian                                | Carnethy Hill     |
| East Cairn Hill   | 567 m | West Lothian/ Edinburgh/ Scottish Borders | East Cairn Hill   |
| South Black Hill  | 563 m | Midlothian                                | South Black Hill  |
| West Cairn Hill   | 562 m | West Lothian/ Scottish Borders            | West Cairn Hill   |
| West Kip          | 551 m | Midlothian                                | West Kip          |
| Byrehope Mount    | 536 m | Scottish Borders                          | Byrehope Mount    |
| Mount Maw         | 535 m | Scottish Borders                          | Mount Maw         |
| East Kip          | 534 m | Midlothian                                | East Kip          |
| Grain Heads       | 532 m | Scottish Borders                          | Grain Heads       |
| Spittal Hill      | 526 m | Midlothian                                | Spittal Hill      |
| Green Law         | 525 m | Midlothian                                | Green Law         |
| Craigengar        | 519 m | Scottish Borders/ West Lothian            | Craigengar        |
| Wether Law        | 519 m | Scottish Borders                          |                   |
| Turnhouse Hill    | 506 m | Midlothian                                | Turnhouse Hill    |
| Black Hill        | 501 m | Midlothian                                | Black Hill        |
| Cap Law           | 497 m | Midlothian                                | Cap Law           |
| Allermuir Hill    | 493 m | Edinburgh/ Midlothian                     | Allermuir Hill    |
| Castlelaw Hill    | 488 m | Midlothian                                | Castlelaw Hill    |
| Cock Rig          | 479 m | Midlothian                                | Cock Rig          |
| Caerketton Hill   | 478 m | Edinburgh/ Midlothian                     | Caerketton Hill   |
| Colzium Hill      | 477 m | West Lothian                              |                   |
| Patie’s Hill      | 475 m | Midlothian                                | Patie’s Hill      |
| King Seat         | 463 m | Scottish Borders                          |                   |
| Capelaw Hill      | 454 m | Edinburgh                                 | Capelaw Hill      |
| Mendick Hill      | 451 m | Scottish Borders                          | Mendick Hill      |
| Hare Hill         | 449 m | Midlothian                                | Hare Hill         |
| Catstone Hill     | 448 m | Scottish Borders                          | Catstone Hill     |
| Darlees Rig       | 448 m | South Lanarkshire                         | Darlees Rig       |
| Bleak Law         | 445 m | South Lanarkshire                         | Bleak Law         |
| Mealowther        | 444 m | West Lothian                              | Mealowther        |
| Millstone Rig     | 439 m | Scottish Borders                          |                   |
| Braid Law         | 436 m | Midlothian                                | Braid Law         |
| White Craig       | 434 m | South Lanarkshire                         | White Craig       |
| Harbour Hill      | 421 m | Midlothian                                | Harbour Hill      |
| Faw Mount         | 416 m | Scottish Borders                          | Faw Mount         |
| Henshaw Hill      | 416 m | West Lothian/ South Lanarkshire           | Henshaw Hill      |
| Harrows Law       | 414 m | South Lanarkshire                         | Harrows Law       |
| Bell’s Hill       | 406 m | Midlothian                                | Bell’s Hill       |
| Torweaving Hill   | 403 m | West Lothian                              | Torweaving Hill   |
| Dunsyre Hill      | 401 m | South Lanarkshire                         | Dunsyre Hill      |
| Woodhouselee Hill | 383 m | Midlothian                                | Woodhouselee Hill |
| Black Birn        | 370 m | South Lanarkshire                         |                   |
| Left Law          | 360 m | South Lanarkshire                         |                   |

## Gewässer
In den Pentland Hills entspringen zahlreiche Bäche. Sie entwässern im Wesentlichen über den North Esk (entlang der Ostflanke), das Water of Leith (entlang der Westflanke) und den Clyde im Süden. Zur Wasserversorgung des Ballungsraums Edinburgh wurden bereits im 19. Jahrhundert Stauseen in den Pentland Hills angelegt. Torduff, Clubbiedean und Bonaly Reservoir liegen im Nordteil unweit von Edinburgh. Auf Höhe von Penicuik und über den Glencorse Burn (zum North Esk) entwässernd liegen das Loganlea sowie das Glencorse Reservoir. Sowohl das Threipmuir als auch das Harlaw Reservoir fließen nach Westen in das Water of Leith ab. Ferner existiert noch das North Esk Reservoir, das der Regulierung des Abflusses des North Esk diente, an dem zahlreiche wassergetriebene Mühlen angesiedelt waren. Das über das Linhouse Water in den Almond entwässernde Crosswood Reservoir dient der Trinkwasserversorgung.

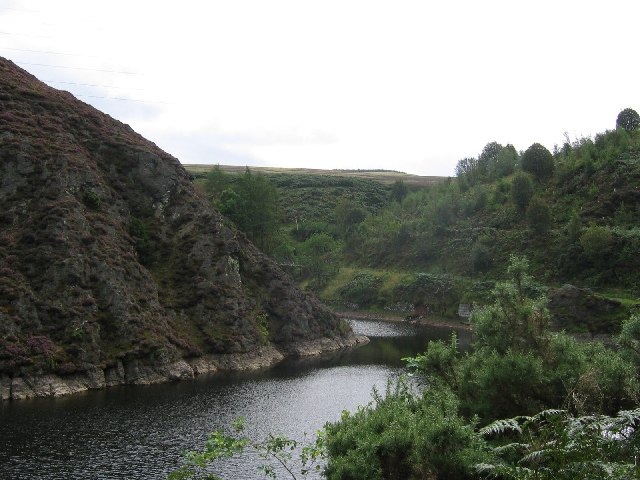
Torduff Reservoir
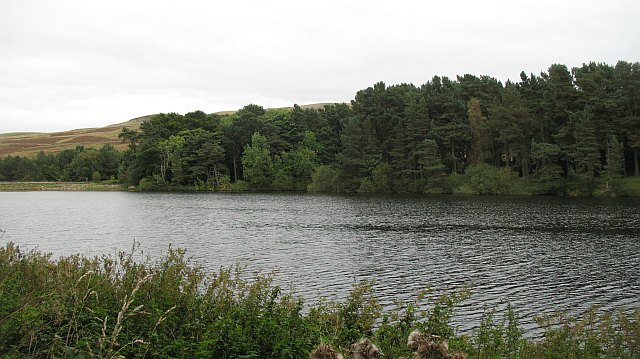
Clubbiedean Reservoir
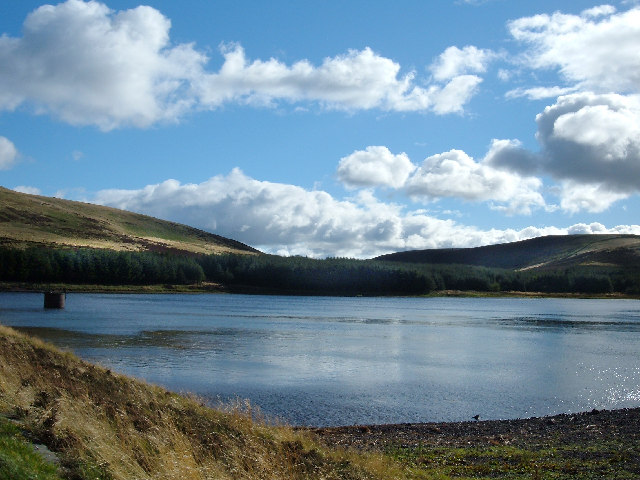
Bonaly Reservoir
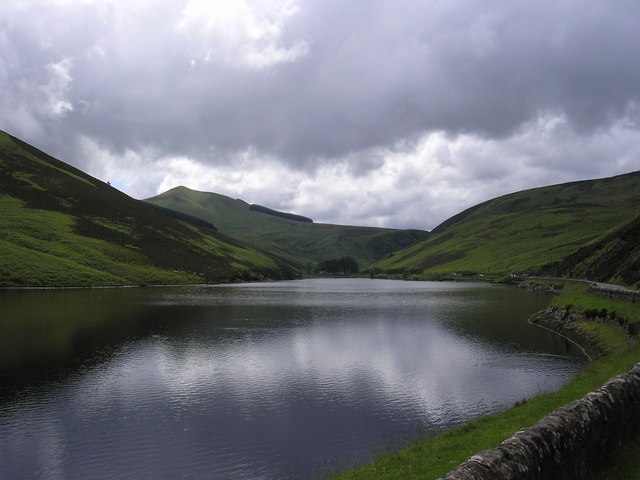
Loganlea Reservoir
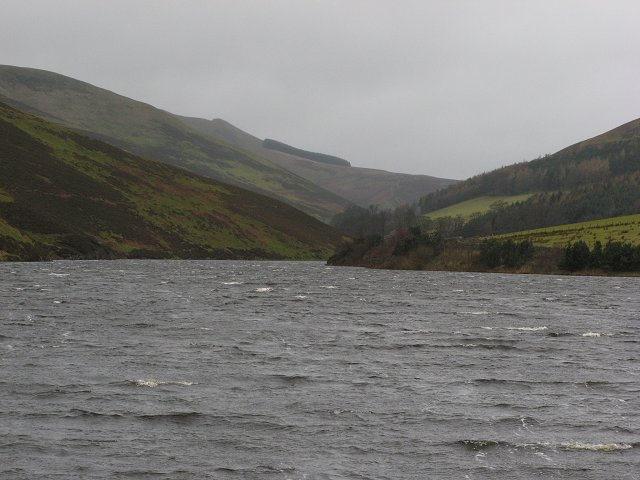
Glencorse Reservoir
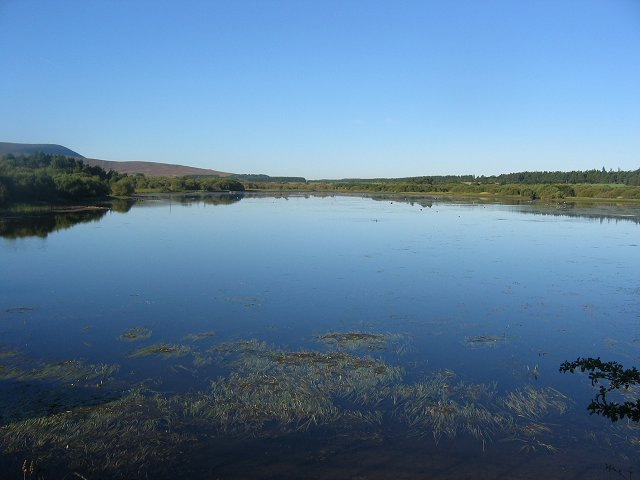
Threipmuir Reservoir
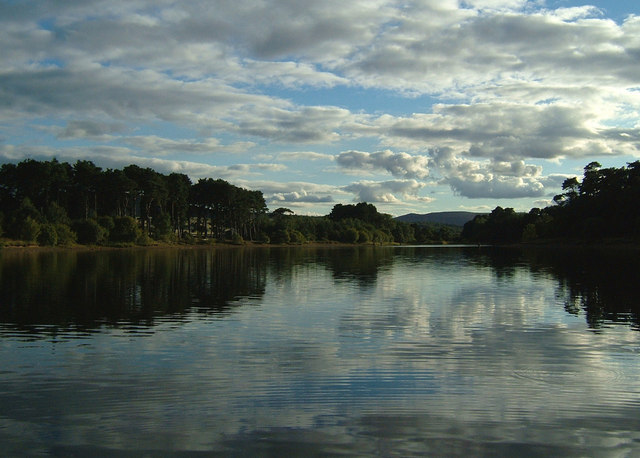
Harlaw Reservoir
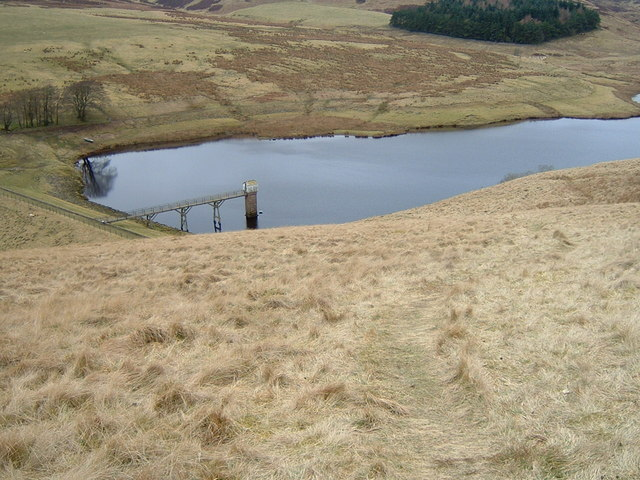
North Esk Reservoir
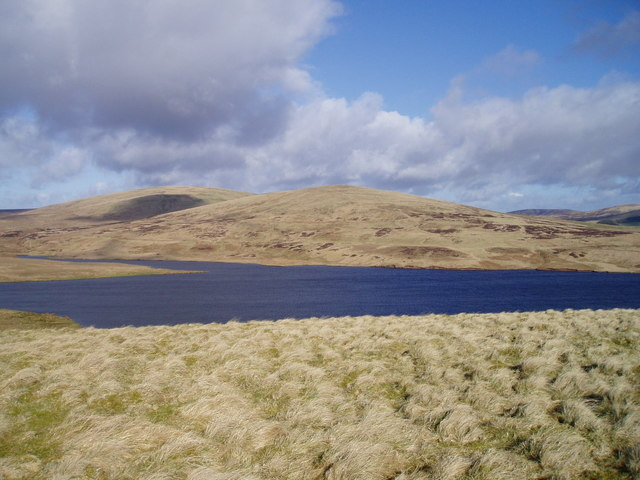
West Water Reservoir
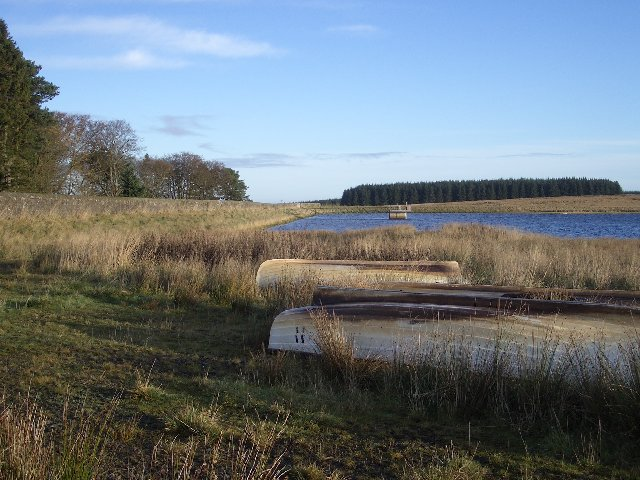
Crosswood Reservoir
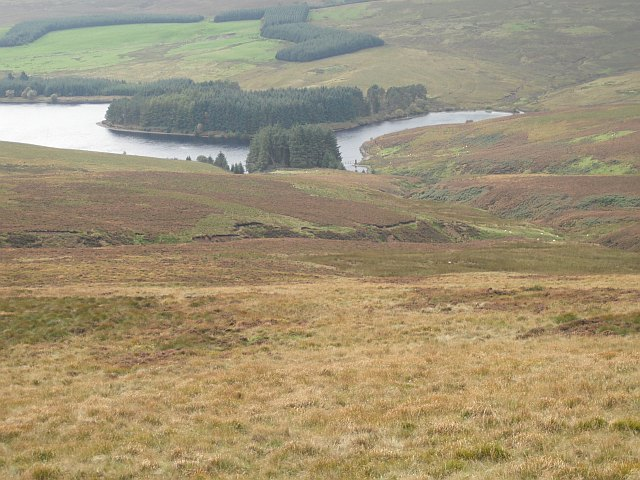
Baddinsgill Reservoir
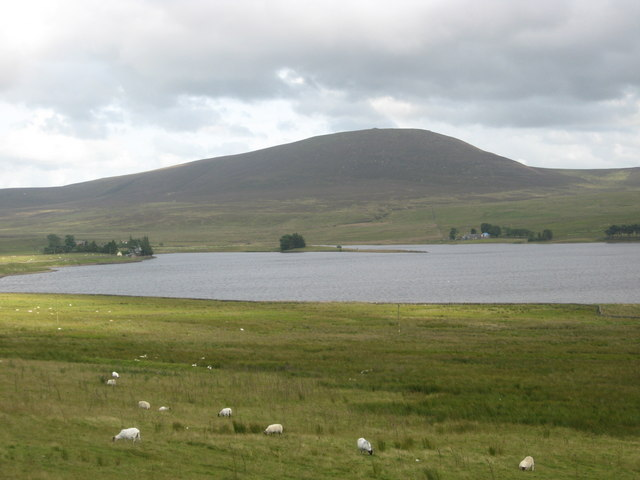
Harperrig Reservoir